# أيوانا فلورا
أيوانا فلورا (بالرومانية: Ioana Flora) هي ممثلة رومانية، ولدت في 22 مارس 1975 في بانتشيفو في صربيا.

## وصلات خارجية
- أيوانا فلورا على موقع IMDb (الإنجليزية)
- أيوانا فلورا على موقع قاعدة بيانات الفيلم (الإنجليزية)